# Polynema malkwitzi
Polynema malkwitzi är en stekelart som beskrevs av Soyka 1956. Polynema malkwitzi ingår i släktet Polynema och familjen dvärgsteklar.
Artens utbredningsområde är:
- Tyskland.
- Polen.

Inga underarter finns listade i Catalogue of Life.